# Медицина на почтовых марках

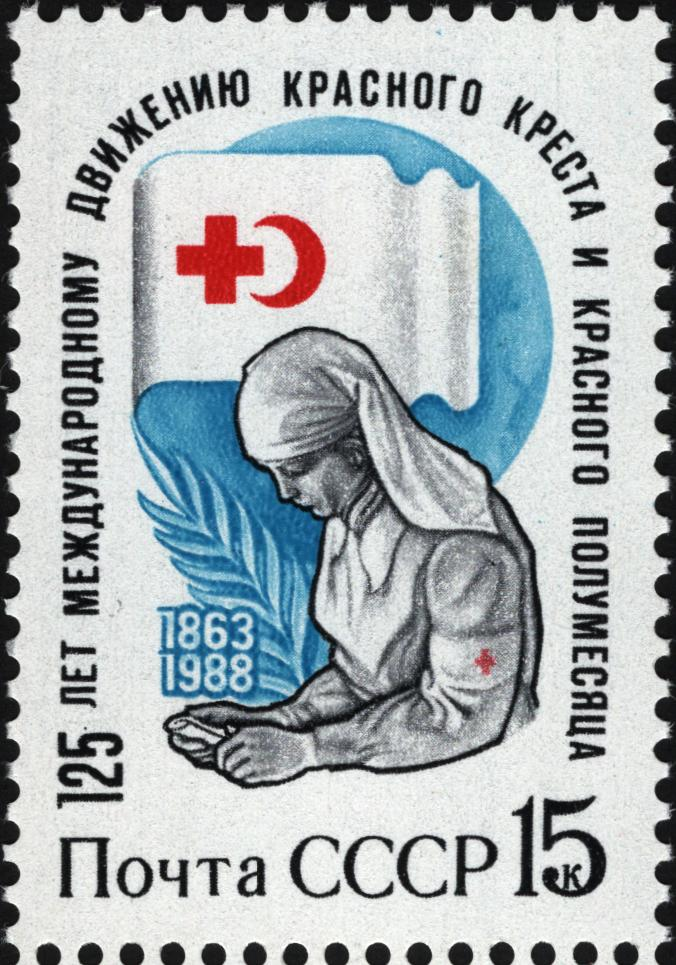
Марка СССР к 125-летию Международного движения Красного Креста и Красного Полумесяца, 1988

«Медици́на на почто́вых ма́рках» — название одной из областей тематического коллекционирования знаков почтовой оплаты и штемпелей, посвящённых медицине, здравоохранению, врачам, борьбе с болезнями, медицинским учреждениям и организациям, международным конгрессам и конференциям по медицине и здравоохранению или связанных с ними.

## История и описание
Появление медицинской тематики на марках связано со значительным расширением тем, которым стали посвящаться почтовые марки в первой половине XX века. Почтовые ведомства почти всех государств издают почтовые марки, посвящённые медицине. Особенно много марок посвящено деятельности Всемирной организации здравоохранения, основанной 7 апреля 1948 года в рамках ООН и Международного Красного Креста.
Количество марок по этой теме очень велико и растёт с каждым годом. Только в связи со Всемирным днём борьбы против малярии в 1962 году в 110 государствах вышло 345 почтовых марок и 38 почтовых блоков.
На эту тему формируются мотивные и тематические коллекции. Она пользуется определённой популярностью у филателистов.

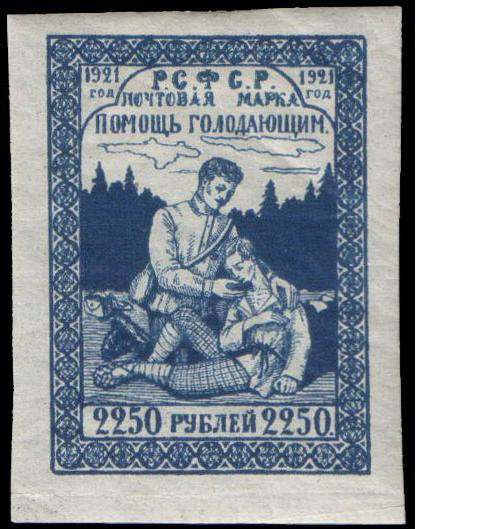
Первая советская марка медицинской тематики, 1921)

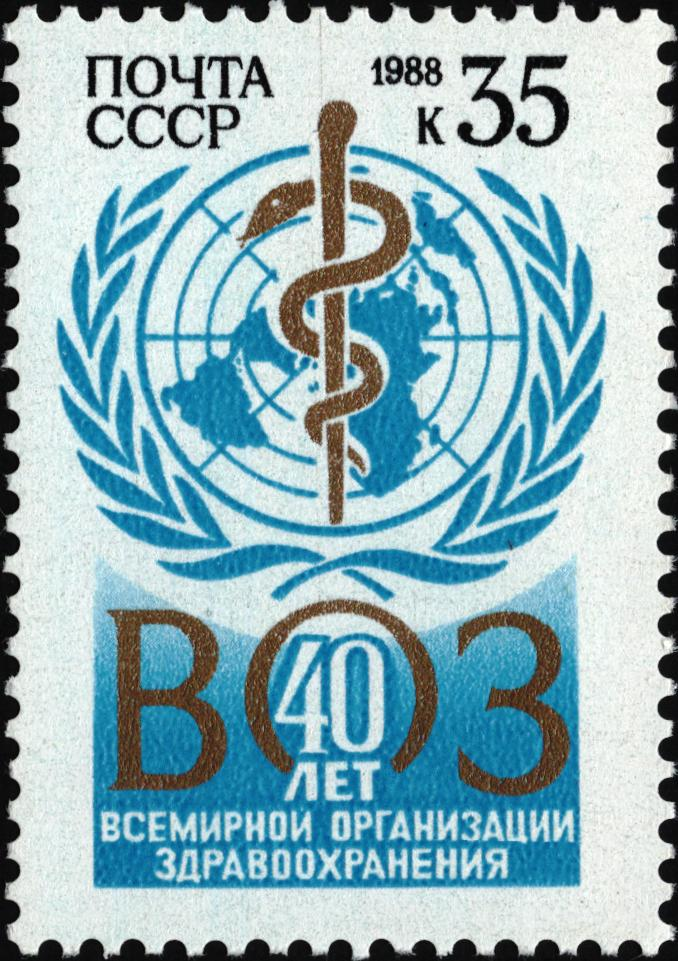
СССР (1988): 40-летие Всемирной организации здравоохранения)

### Марки РСФСР и СССР
В декабре 1921 года появилась синего цвета беззубцовая почтово-благотворительная марка «Санитар» номиналом в 2250 рублей (ЦФА [АО «Марка»] № 28). Две тысячи рублей из этой суммы предназначались в фонд помощи голодающему населению Поволжья. Эта марка стала первым советским знаком почтовой оплаты медицинской тематики.

## Печатные издания
В 1978 году в издательстве «Связь» вышла книга «Медицина на почтовых марках». Её автор — доктор медицинских наук, профессор О. Е. Чернецкий. В книге на филателистическом материале описываются история медицины, появление и развитие терапии, хирургии, лечение внутренних, инфекционных и паразитарных болезней, космическая медицина, развитие международного сотрудничества в области медицины, деятельность Всемирной организации здравоохранения и Международного Красного Креста. Интересен раздел «Врачи вне медицины и не врачи в медицине».
В ГДР издательством «Народ и здоровье» в 1968 году была опубликована книга «Медицина и филателия» Герда Шарфенберга (нем. Gerd Scharfenberg), в которой отдельная глава посвящена известным русским физиологам.
В США на протяжении нескольких десятилетий издаётся журнал англ. «Scalpel and Tongs: American Journal of Medical Philately» (ISSN 0048-9255; «Скальпель и пинцет: Американский журнал медицинской филателии»). Журнал редактируется и публикуется доктором Р. Чакраворти (Ranes C. Chakravorty) из Сейлема (штат Виргиния).

## Филателистические выставки
Пропаганде филателистических материалов, связанных с медициной, здравоохранением и деятельностью Общества Красного Креста и Красного полумесяца, была посвящена международная филателистическая выставка «Медфил-76», проведённая в Таллине 17—26 ноября 1976 года. Выставка была организована Министерством связи ЭССР и Эстонским республиканским отделением ВОФ. Лучшим коллекциям жюри было присуждено 4 золотых, 7 серебряных, 19 бронзовых медалей и 15 дипломов.

## Примерный список тем коллекций
Ниже приводится примерный перечень тем коллекций с целью показать возможные направления тематического коллекционирования:
- Международный Красный Крест.
- Российское здравоохранение и медицина.
- Борьба с малярией.

Конверты с оригинальной маркой на тему медицины
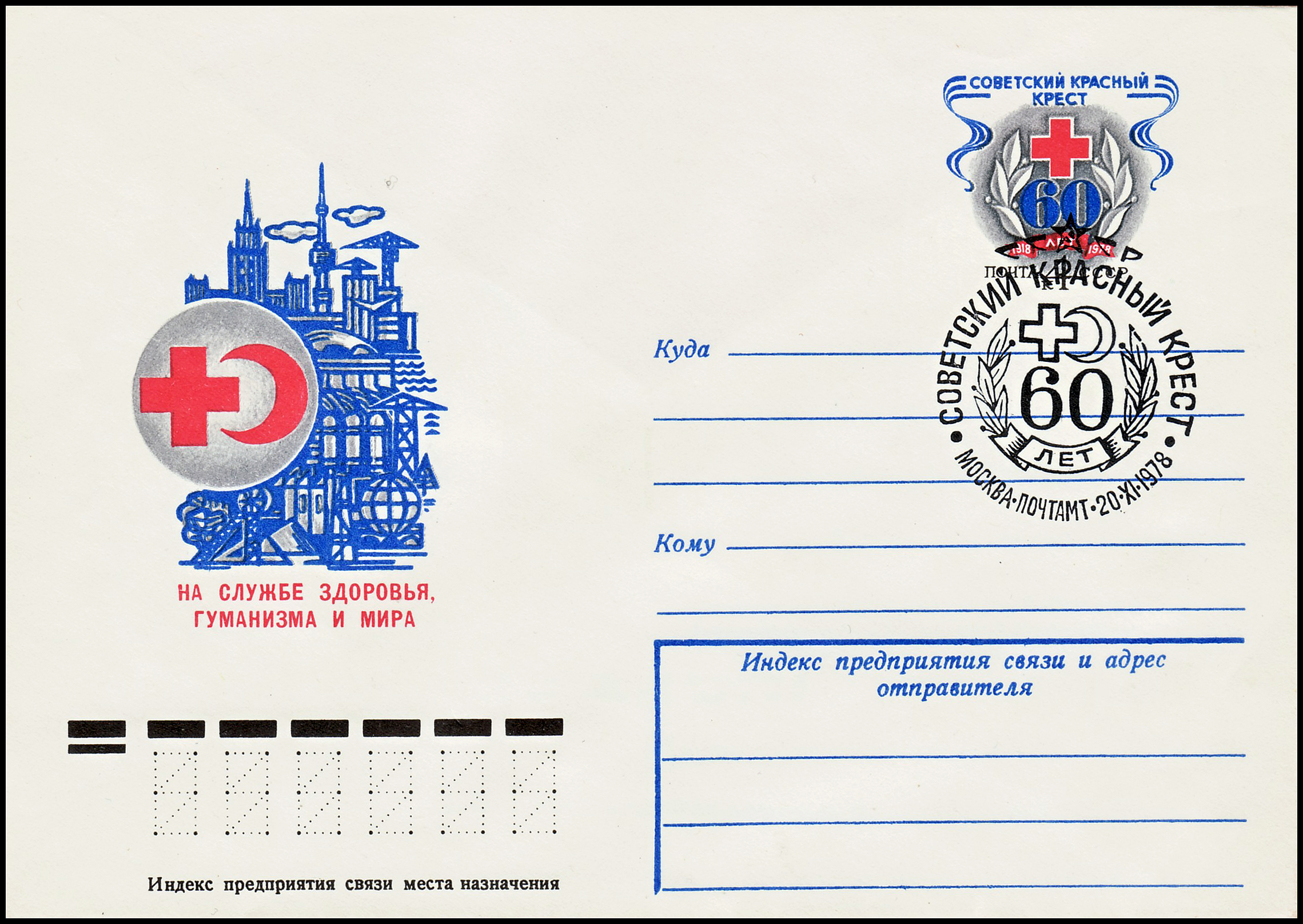
«60-летие Советского общества Красного креста», СССР, 1978 (СК #42). Художник Г. Серебряков. Спецгашение: Москва, Почтамт, 20.11.1978
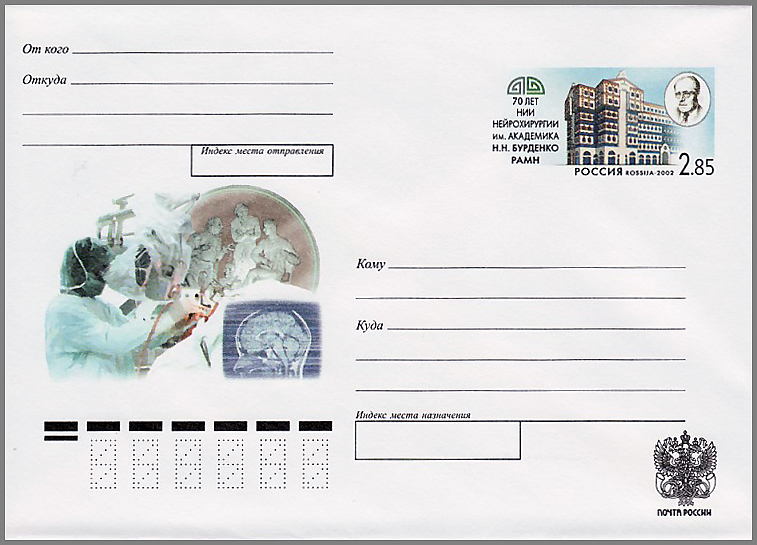
«70 лет НИИ нейрохирургии им. академика Н. Н. Бурденко РАМН», Россия, 2002 (СК #110). Художник А. Батов
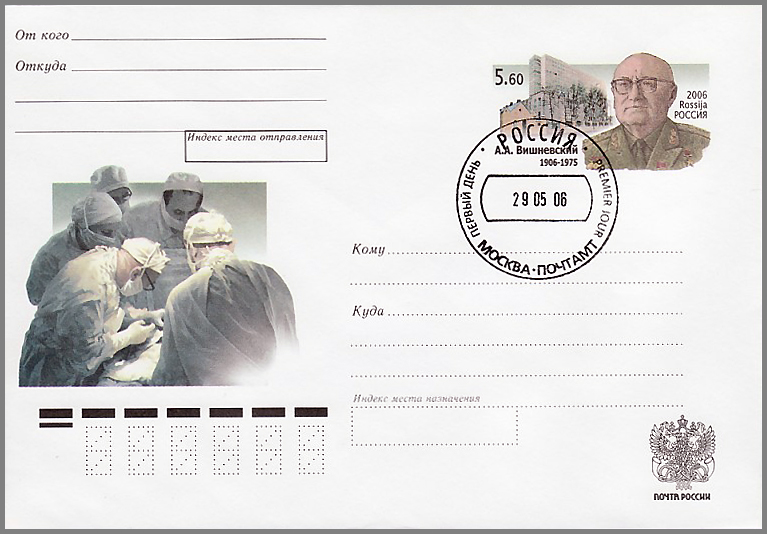
«100 лет со дня рождения А. А. Вишневского, хирурга», Россия, 2002 (СК #155). Художник А. Безменов. Гашение первого дня: Москва, Почтамт, 29.05.2006